# Riesz Marcell
Riesz Marcell (Győr, 1886. november 16. – Lund, 1969. szeptember 4.) magyar matematikus, egyetemi tanár, Riesz Frigyes matematikus öccse. Ismert az összegzési módszerek, potenciálelmélet és az analízis más részeiben, a számelméletben, a parciális differenciálegyenletek és a Clifford-algebrák terén végzett munkájáról. Életének nagy részét Lundban töltötte.

## Élete
Riesz Ignác orvos és Nagel Szidónia gyermekeként született. Bátyja Riesz Frigyes, a világhírű matematikus volt. Fejér Lipótnál doktorált a Budapesti Tudományegyetemen. Gösta Mittag-Leffler invitálására 1911-ben Svédországba költözött. 1911-től 1925-ig a stockholmi egyetemen oktatott. 1926-tól 1952-ig a lundi egyetemen volt professzor. Nyugdíjba vonulása után 10 évet amerikai egyetemeken töltött. 1962-ben tért vissza Lundba, és itt is halt meg 1969-ben.
1936-ban a Svéd Királyi Tudományos Akadémia tagjává választották.

## Matematikai munkássága
Riesz Marcell Fejér Lipót tanítványaként a trigonometrikus sorokkal foglalkozott:
{\displaystyle {\frac {a_{0}}{2}}+\sum _{n=1}^{\infty }\left\{a_{n}\cos(nx)+b_{n}\sin(nx)\right\}.\,}
Egyik eredménye szerint, ha
{\displaystyle \sum _{n=1}^{\infty }{\frac {|a_{n}|+|b_{n}|}{n^{2}}}<\infty ,\,}
és ha a sor Fejér közepei nullához tartanak, akkor az összes an és bn egyenlő nullával.
A trigonometrikus sorok összegzési módszereiben elért eredményei közé tartozik a tetszőleges rendű Cesáro-közepekről szóló Fejér-féle tétel egy általánosítása.
Foglalkozott hatvány- és Dirichlet-féle sorok összegzésével is, és társszerzője volt egy, az utóbbiról szóló könyvnek (Hardy & Riesz 1915).
1916-ban bevezette a trigonometrikus polinomok Riesz-féle interpolációs formuláját, amelynek segítségével új bizonyítást tudott adni Bernstein egyenlőtlenségére.
Szintén ő vezette be a Riesz-függvényt: Riesz(x), és bebizonyította, hogy a Riemann-sejtés egyenértékű az alábbival:
Riesz(x) = O(xe) , ahol x → ∞, bármely e >1/4 esetén.
Bátyjával együtt bebizonyította az azóta Riesz testvérek tétele néven ismert állítást.

## A funkcionálanalízis módszerei
1920-as években Riesz analízisbeli munkásságában a funkcionálanalízis módszereit alkalmazta.
Az 1920-as évek elején a momentum-problémával foglalkozott, amelyhez operátor-elméleti megközelítést alkalmazott, bebizonyítva a Riesz-féle kiterjesztési tételt (amellyel megelőzte az igen hasonló Hahn-Banach-tételt).
Később kitalált egy interpolációs tételt, amellyel megmutatta, hogy a Hilbert-transzformáció egy korlátos operátor LP. Az interpolációs tételt általánosította tanítványa, Olof Thorin, s ez ma a Riesz-Thorin tétel néven ismert.
Kolmogorovtól függetlenül ő is megtalálta a ma Kolmogorov-Riesz féle kompaktsági feltételt LP–ben.

## Potenciálelmélet, parciális differenciálegyenletek és Clifford-algebrák
1930 után érdeklődése a potenciálelmélet és a parciális differenciálegyenletek elmélete felé fordult.
Úgynevezett „általánosított potenciálokat” használt, a Riemann–Liouville integrál általánosításait. Riesz találta ki a Riesz-potenciált, amely a Riemann–Liouville integrál egynél nagyobb dimenzióra történő általánosítása.
Az 1940-es, 1950-es években Riesz a Clifford-algebrákon dolgozott. 1958-as előadásjegyzetei, amelyek teljes változata csak 1993-ban lett közzétéve, a fizikus David Hestenes szerint a Clifford-algebrák „újjászületésének megindítói”.
Tanítványai
Riesznél doktorált Stockholmban Harald Cramér, Einar Carl Hille. Lundban Riesz ellenőrizte Otto Frostman, Lars Hörmander és Olof Thorin téziseit.

## Fordítás
- Ez a szócikk részben vagy egészben  a   Marcel Riesz című angol Wikipédia-szócikk fordításán alapul.  Az eredeti cikk szerkesztőit annak laptörténete sorolja fel. Ez a jelzés csupán a megfogalmazás eredetét és a szerzői jogokat jelzi, nem szolgál a cikkben szereplő információk forrásmegjelöléseként.